# فانگسواویتسه
فانگسواویتسه (به لهستانی:  Fanisławice) یک روستا در لهستان است که در گمینا ووپوشنو واقع شده‌است.
 فانگسواویتسه  ۴۰۲ نفر جمعیت دارد.